# Язид ибн Абу Суфьян
Язид ибн Абу Суфьян ибн Харб ибн Умайя (араб. يزيد بن أبي سفيان بن حرب بن أمية‎, умер в 639) — арабский военный и государственный деятель, участник завоевательных походов Праведного халифата в Сирию и Палестину. Представитель династии Омейядов, старший единокровный брат первого халифа династии Муавии ибн Абу Суфьяна. Вали праведных халифов в Сирии, Иордании и Палестине.

## Происхождение и ранние годы

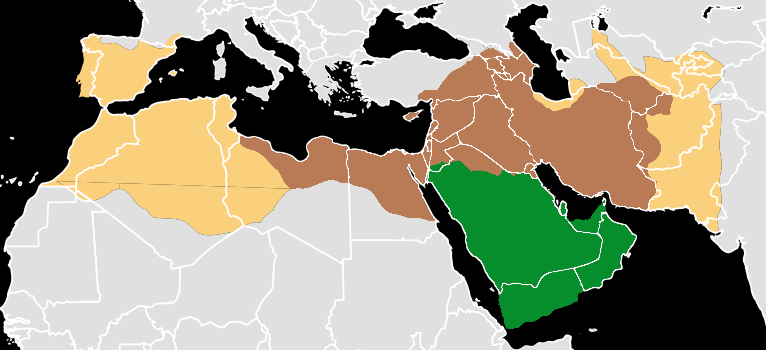
Карта роста Арабского халифата на разных этапах. К моменту смерти Мухаммеда в 632 году ислам распространился по всей Аравии (выделена зелёным цветом)

Язид родился в Мекке. Он происходил из древнего и широко известного ещё в доисламские времена рода Бану Умайя или Омейядов. Род этот курайшитский, традиционно правящего племени Мекки. Отец Язида, Абу Суфьян ибн Харб, получивший известность как купец, водивший караваны в Сирию, тоже родился в Мекке. В дальнейшем он стал лидером Абд Шамс, политеистического бану, доминирующего племени Мекки на ранних этапах конфликтов курайшитов с пророком Мухаммедом. Последний тоже происходил из курайшитов и был дальним родственником Язида через общего предка по отцовской линии Абд Манафа ибн Кусая. Мать Язида, Зайнаб бинт Навхаль, принадлежала к племени Бану Кинан. Язид принял ислам вместе со своим отцом и братьями в 630 году, после того, как Мухаммед захватил Мекку из политических соображений, поскольку считали, что новая религия вскоре будет намного сильнее старой.
В том же году, вскоре после принятия ислама Язид сражался на стороне пророка и его мусульманских подданных в битве при Хунейне против бедуинского кочевого племени Бану Такиф и его союзников. За победу в этом сражении он получил от пророка в подарок сто верблюдов и сорок унций серебра. Мухаммед не в первый раз одаривал членов Бану Умайя и прочую мекканскую знать и подобное отношение к ним было продиктовано сугубо политическими взглядами: поскольку они обладали авторитетом и силой, то заручившись поддержкой клана, её можно будет использовать в свою пользу. В дальнейшем Язид вступил в брак с Фахитой, дочерью Абдуррахмана ибн Ауфа одного из сподвижников Мухаммеда.

## Служба в Сирии
В 633 или 634 году, после смерти Пророка мусульмане избрали его тестя Абу Бакра преемником с титулом халифа («халифа расуль Аллах», «Заместитель посланника Аллаха»). Последний решительно продолжил мусульманскую экспансию уже за пределами Аравийского полуострова. Он назначил Язида одним из командующих арабской армией в ходе завоевания Сирии и Палестины, которые принадлежали Византийской империи. Мусульмане пытались захватить их ещё в последние годы жизни Мухаммеда, но безуспешно. Согласно разным источникам, в группировке Язида насчитывалось от 3 до 7,5 тысяч человек. Первоначально халиф направил их в регион Балка, рядом с Мёртвым морем. Конечной целью армии было взятие Дамаска. В целом в Палестину и Сирию отправились 4 группировки. Остальными командовали Амр ибн аль-Ас, Шурахбил ибн Хасана и Абу Убайда ибн аль-Джаррах. Верховным командующим войсковой группировки, ведущей наступление в Сирию и Палестину, стал Халид ибн аль-Валид. У мусульман не было никаких данных о численности противника.
Выбор командующего оказал очень высокое влияние на дальнейшую судьбу халифата. Бану Умайя на тот момент уже владели землями в Сирии (и вели здесь многие торговые операции). Кроме того, Язид взял с собой младшего брата, Муавию, который в дальнейшем стал его наследником на многих постах, включая командующего экспедиционной армией. В конечном счёте, это привело в увеличению власти Бану Умайя и к осуществлённому Муавией захвату власти в Халифате. При этом изначально Абу Бакр стремился отстранить от власти тех представителей племени, которых он считал наиболее опасными. За другими, в частности за Язидом он тщательно смотрел, согласно средневековым исламским источникам, двигался вместе с ним на коне.
Язид покинул Медину самым первым. Интервал между силами составлял около суток. Первым противником наступавших мусульманских сил стали арабы-христиане, которых греки послали для отражения наступления. Но вскоре после начала схватки они покинули поле боя. Язид продолжил движение долине Вади-эль-Араба и добрался до неё почти в то же время, когда Амр ибн аль-Ас достиг Эйлата. Против них выступили войска Византии примерно равной численности. Обоим военачальникам удалось опрокинуть противника и обратить его в бегство. В мае 634 года несколько групп объединились в Палестине и подчинили своему влиянию город Босра, первую значимую греческую твердыню на своём пути. Следом мусульманские войска вступили в битву с византийцами при Аджанадайне. В этом сражении Язид выступал в качестве заместителя командира (общее руководство взял на себя либо Халид ибн аль-Валид, либо Амр ибн аль-Ас). Мусульманской армии удалось нанести противнику сокрушительное поражение. В дальнейшем Язид продолжал операции в регионе, в частности участвовал в захвате Аммана в 635 году.